# Гродненская ГЭС
Гродненская ГЭС — одна из крупнейших гидроэлектростанций в Белоруссии недалеко от Гродно (вблизи пос. Береговой) на реке Неман.
Введена в действие в сентябре 2012 года.
Тип станции — русловая ГЭС.
Напор — 7,0 метров.
Установленная мощность — 17 МВт. Имеет пять генераторов, каждый из которых способен работать с мощностью в 3,4 МВт. Мощность генераторов задаётся в зависимости от уровня воды и колеблется в течение года.
Характерной особенностью гидроузла Гродненской ГЭС является то, что при его эксплуатации практически полностью сохраняется расходный режим реки, так как станция работает только на бытовом стоке (без регулирования расхода воды в реке) с постоянным уровнем воды в водохранилище.
Работу станции обеспечивают 16 человек.
Стоимость строительства оценивается[кем?] в 118,4 млн американских долларов. Возведение гидроэлектростанции велось в рамках государственной программы инновационного развития Белоруссии на 2011—2015 годы.

## История
В 2003 году на заседании Президиума Совета Министров Республики Беларусь было принято решение о строительстве Гродненской ГЭС.
Строительство ГЭС началось в мае 2008 года. На строительство ГЭС было затрачено 79,5 млрд. белорусских рублей.
Поставщик основного гидроэнергетического оборудования (турбины, генераторы, мультиплексы, системы управления) — чешская компания Mavel.
В 2007 году место строительства ГЭС использовалось для съёмок батальных сцен фильма «Чаклун и Румба».
14 ноября 2014 года Гродненскую ГЭС посетил Президент Республики Беларусь А. Г. Лукашенко.